# Fortún Jiménez av Aragonien
Fortún Jiménez av Aragonien, död 958, var regerande greve av Aragonien mellan 947 och 958.